# Calamity – dětství Marthy Jane Cannary
Calamity – dětství Marthy Jane Cannary (v originále Calamity, une enfance de Martha Jane Cannary) je francouzsko-dánský animovaný film z roku 2020, který režíroval Rémi Chayé. Děj filmu je volně založen na dětství Calamity Jane. Snímek měl světovou premiéru v Lyonu dne 28. června 2020.

## Děj
Výprava nových osadníků je na cestě do Oregonu. Poslední rodina, která se připojila ke konvoji, je rodina chudého vdovce Cannaryho. Nejstarší dcera Martha Jane Cannary na sebe bere zodpovědnost za celou rodinu poté, co byl její otec zraněn.

## Dabing postav
| Salomé Boulven      | Martha Jane Cannary              |
| Alexandra Lamy      | Madame Moustache                 |
| Jochen Hägele       | Abraham                          |
| Alexis Tomassian    | Samson                           |
| Damien Witecka      | Robert Cannary, otec Marthy Jane |
| Jérôme Keen         | plukovník                        |
| Lévanah Solomon     | Esther                           |
| Philippe Vincent    | Paterson                         |
| Pascal Casanova     | šerif                            |
| Jean-Michel Vaubien | Louis                            |

## Ocenění
- Mezinárodní festival animovaných filmů Annecy: nejlepší celovečerní film
- Evropské filmové ceny: nominace na nejlepší animovaný film
- César: nominace na nejlepší animovaný film
- Cena Annie: nominace v kategoriích nejlepší nezávislý animovaný celovečerní film, nejlepší režie celovečerního animovaného filmu (Rémi Chayé), nejlepší střih animovaného celovečerního filmu (Benjamin Massoubre)